# USS Omaha (CL-4)
USS Omaha (CL-4) – amerykański lekki krążownik typu Omaha. Zwodowany w 1920 roku.

## Przebieg służby
Po wejściu do służby w 1923 roku znalazł się w składzie Floty Atlantyckiej US Navy. Pierwszym dowódcą okrętu był komandor David C. Hanrahan. Aż do wybuchu wojny krążownik odbywał rutynowe rejsy szkoleniowe odwiedzając liczne porty na Karaibach i w basenie Morza Śródziemnego. Następnie wraz z niszczycielem USS "Somers" (DD-381) brał udział w Patrolach Neutralności na środkowym Atlantyku. Dowodził nim wówczas komandor Theodore E. Chandler. 6 listopada 1941 roku napotkał i zatrzymał frachtowiec płynący pod amerykańską flagą, który w rzeczywistości okazał się być niemieckim statkiem "Odenwald". Załoga statku próbowała go zatopić, ale grupa abordażowa z "Omahy" zapobiegła temu i statek został odholowany do Portoryko. Po włączeniu się Stanów Zjednoczonych do wojny, krążownik odbywał patrole na południowym Atlantyku aż do 1944 roku. 4 stycznia 1944 roku wraz z niszczycielem USS "Jouett" (DD-396) zatrzymał kolejnego łamacza blokady, niemiecki frachtowiec "Rio Grande". Po opuszczeniu statku przez załogę, krążownik posłał go na dno ogniem artyleryjskim. 5 stycznia 1944 roku, "Omaha"  wraz z niszczycielem przechwyciła kolejny niemiecki statek "Burgerland", którego załoga odpaliła ładunki niszczące i opuściła pokład. Nim zatonął posłużył jako tarcza strzelnicza dla dział krążownika. Obydwa niemieckie statki przewoziły do Niemiec kauczuk. W marcu 1944 roku "Omaha" przybyła do Neapolu, przygotowując się do operacji inwazyjnej w południowej Francji. Po rozpoczęciu inwazji w dniach od 19 do 25 sierpnia krążownik ostrzeliwał cele w rejonie Tulonu. Następnie powrócił na południowy Atlantyk do końca wojny wykonując zadania patrolowe. 1 września 1945 roku "Omaha" przybyła do Filadelfii. Tam została wycofana ze służby następnie skreślona z listy okrętów i złomowana w lutym 1946 roku.

## Odznaczenia
USS „Omaha” zdobyła battle star za swoją służbę podczas II wojny światowej.